# Mullamast-Stein

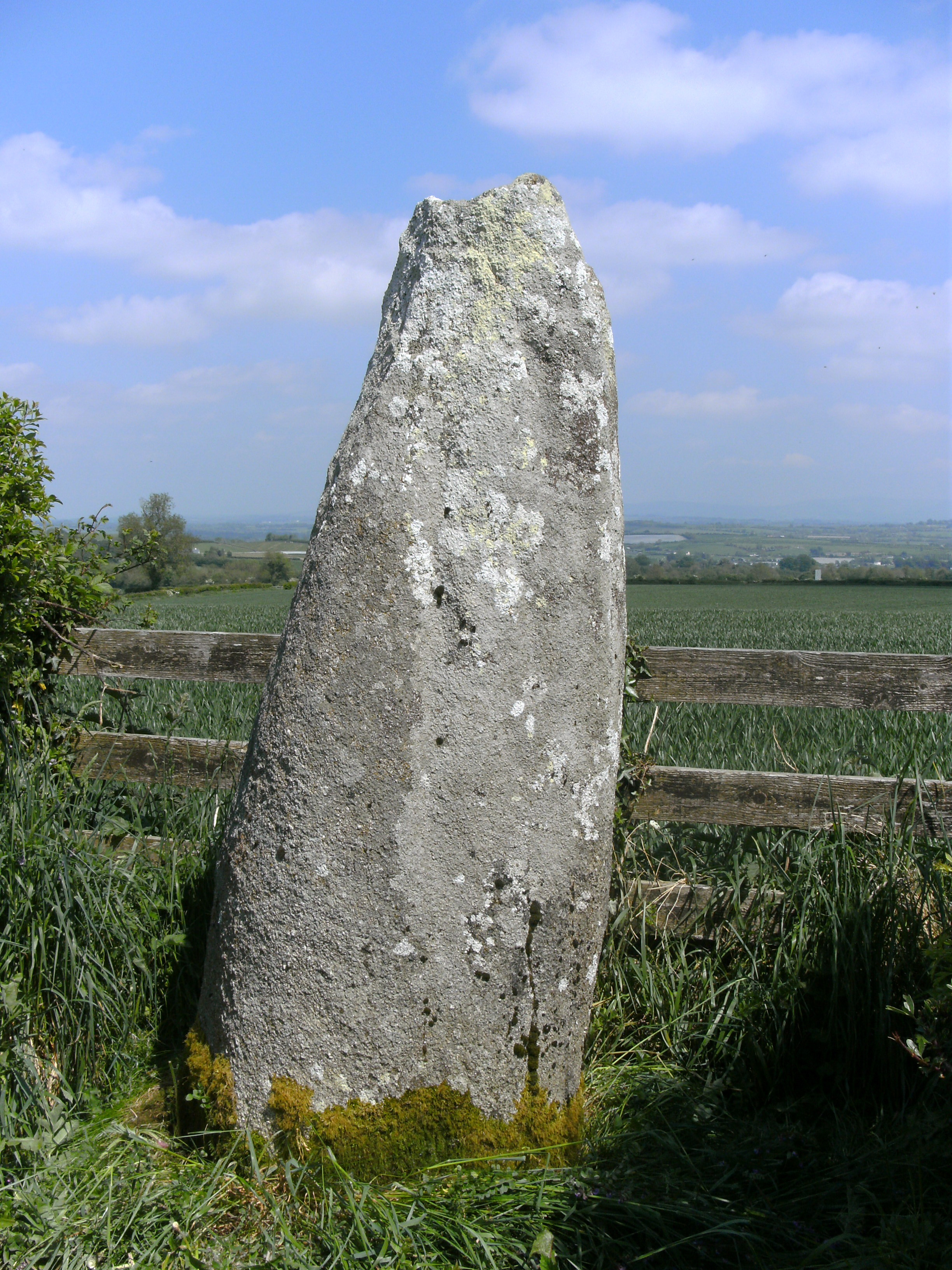
Mullamast-Stein

Der etwa 0,85 m hohe Mullamast-Stein (auch Mullaghmast, irisch Mullach Maistean), wurde nahe Ballitore, County Kildare, in Irland entdeckt, als eine Burg auf dem Mullamast Hill abgerissen wurde. Er war dort als Türsturz wiederverwendet worden. Sein ursprünglicher Standort war wahrscheinlich das königliche Dun Ailline Hillfort in der Nähe von Kilcullen. In der Nähe befinden sich Erdwerke, Ringforts, Grabhügel, ein Menhir und das alles dominierende Rath Mor. Mullaghmast war eine der Festungen der O’Toole und Schauplatz von Schlachten.

Triskele

Die eingeschnittenen keltischen latènezeitlichen Spiralmotive und Triskelen (La-Tène-Stil) datieren den Stein auf das 5. oder 6. Jahrhundert n. Chr. Seine Symbolik erinnert daran, dass die Ankunft des Christentums in Irland keinen Bruch mit der Vergangenheit markiert. Stattdessen spricht er für die Kontinuität keltischer Rituale: „das Schwert im Stein“. Die Idee war, dass derjenige, der das Schwert aus einem Stein ziehen kann, der wahre König ist.
Der Mullamast-Stein war sicher der Ort, wo die Könige von Leinster, inauguriert wurden. Er hat vier Schleifrillen auf der linken Seite und zwei tiefe auf der Oberseite. Der neue König scheint als wesentlicher Bestandteil der Inauguration sein Schwert an dem Stein geschliffen zu haben.
Die Idee vom „Schwert im Stein“ scheint zumindest vom 5. oder 6. Jahrhundert bis ins 12. Jahrhundert bestanden zu haben. Dies ist von zentraler Bedeutung für die Legende von König Arthur. Es ist bemerkenswert, dass ein so wichtiges Objekt keinerlei christliche Symbolik aufweist. Der Stein befindet sich jetzt im National Museum of Ireland.